# Casa Senyorial de Lūznava
La Casa Senyorial de Lūznava (en letó: Lūznavas muiža també coneguda com: Dlužneva o Glužņeva) es troba a la regió històrica de Latgàlia, al municipi de Rēzekne de l'est de Letònia. Les escoles tècniques locals de Lūznava estan situades a la casa senyorial. També hi ha un edifici de l'antic graner del segle xix a prop de la mansió principal.

## Història
La casa senyorial va ser construïda entre els anys 1905 a 1911. El propietari de la casa era l'enginyer polonès Stanislaw Kerbetz i l'arquitecte és desconegut, però els rumors diuen que va ser construïda d'acord amb el projecte del mateix Kerbetz. Va ser realitzada en maó vermell, amb obertures de finestres, una cornisa, i la terrassa amb columnes.
A l'edifici es pot veure una interessant simbiosi d'historicisme i Art Nouveau. La divisió no homogènia de la façana, els elements arquitectònics variats com les ales asimètriques, porxos i balcons, en general, correspon als principis de l'Art Nouveau, encara que l'edifici no està lliure d'alguns motius d'estil neogòtic. L'esposa del propietari Evgenia Kerbetz era coneguda com una gran admiradora i mecenes de l'art modern polonès. Així, la casa senyorial durant molts estius es va convertir en la llar de molts pintors polonesos.